# Oecobius cambridgei
Espèce
Oecobius cambridgei est une espèce d'araignées aranéomorphes de la famille des Oecobiidae.

## Distribution
Cette espèce se rencontre au Liban et en Israël.

## Description
Le mâle holotype mesure 1,7 mm.

## Systématique et taxinomie
Cette espèce a été décrite par Wunderlich en 1995.

## Étymologie
Cette espèce est nommée en l'honneur d'Octavius Pickard-Cambridge. 

## Publication originale
- Wunderlich, 1995 : « Zu Taxonomie und Biogeographie der Arten der Gattung Oecobius Lucas 1846, mit Neubeschreibungen aus der Mediterraneis und von der Arabischen Halbinsel (Arachnida: Araneae: Oecobiidae). » Beiträge zur Araneologie, vol. 4, p. 585-608.